# 2002 FIFA World Cup
2002 FIFA World Cup é um jogo eletrônico de futebol desenvolvido pela EA Canadá e a EA Sports para as plataformas PlayStation, PlayStation 2, Xbox, GameCube e Windows, onde o jogo simula a Copa do Mundo FIFA de 2002.
A trilha sonora foi inteiramente composta e executada pela Orquestra Sinfônica de Vancouver.